# كارين دير
كارين دير (بالإنجليزية: Karyn Dwyer)‏ هي ممثلة كندية، ولدت في 22 مارس 1975 في كورنر بروك في كندا، وتوفيت في 25 سبتمبر 2018 في تورونتو في كندا.

## وصلات خارجية
- كارين دير على موقع IMDb (الإنجليزية)
- كارين دير على موقع روتن توميتوز (الإنجليزية)
- كارين دير على موقع ألو سيني (الفرنسية)
- كارين دير على موقع أول موفي (الإنجليزية)
- كارين دير على موقع قاعدة بيانات الأفلام السويدية (السويدية)
- كارين دير على موقع قاعدة بيانات الفيلم (الإنجليزية)
- كارين دير على موقع كينوبويسك (الروسية)